# Antonio Ventre
Antonio Ventre (Formicola, 9 luglio 1931 – Caserta, 5 agosto 2022) è stato un politico e avvocato italiano, insignito medaglia d'argento "Al Merito della Sanità Pubblica" dal Presidente della Repubblica.

## Biografia
Antonio Ventre nacque il 9 luglio 1931 a Formicola, piccolo Comune della provincia di Caserta, da una famiglia agiata. Dopo la maturità classica a Santa Maria Capua Vetere, si iscrisse all’Università di Napoli laureandosi, a 22 anni, in Giurisprudenza con perfezionamento in diritto amministrativo.
Da giovane avvocato frequentò lo studio di Giovanni Leone, di cui fu allievo, futuro Presidente della Repubblica Italiana.
Fu segretario generale dell’ospedale civile di Caserta e dell’ospedale dei Pellegrini di Napoli, per poi diventare direttore generale dell’Asl Caserta 1.

### La politica
Esponente di spicco della Democrazia Cristiana in Terra di Lavoro.
Fu formato grazie alla guida dell’arciprete di Formicola, don Michele Fusco, laureato in filosofia, sacra teologia ed alta letteratura.
Fu amministratore locale del Comune di Formicola e della Comunità Montana Monte Maggiore, nonché assessore provinciale alla Sanità.
Nella Democrazia Cristiana fu esponente della corrente della sinistra nota come La Base ideata da Giovanni Marcora.
Il 9 giugno 1979 venne eletto, per la prima volta, alla Camera dei Deputati (VIII Legislatura) e confermato nella IX Legislatura.
Fu Senatore della Repubblica nella X e XI Legislatura.

### L’attività amministrativa e politica
In veste di amministratore e di politico, la sua attività fu orientata al miglioramento della sanità pubblica.
Contribuì all’ampliamento dell’ospedale civile di Caserta (implementando i posti letto a 800), all’istituzione della Scuola per Tecnici di Laboratorio di analisi e dell’Unità di terapia intensiva coronarica all’ospedale di Piedimonte Matese.
Fu designato membro della commissione permanente Affari costituzionali, componente delle commissioni parlamentari Sanità e d’Inchiesta sulla P2.
Si batté, insieme a Ferdinando Imposimato, per la istituzione della pretura circondariale a Caserta.
Nel corso dell'attività legislativa presentò diverse proposte di legge in materia sanitaria.
Fu il primo firmatario per la legge per la tutela della mozzarella di bufala.
Nel 2016 fu insignito medaglia d'argento "Al Merito della Sanità Pubblica" dal Presidente della Repubblica, Sergio Mattarella e dall’allora Ministro della Salute, Beatrice Lorenzin.